# Жерар Ісбек
Жерар Ісбек (фр. Gérard Isbecque, 15 березня 1897, Рубе — 3 серпня 1970, Рубе) — французький футболіст, що грав на позиції нападника за «Рубе» та національну збірну Франції.

## Клубна кар'єра
На клубному рівні грав за команду «Рубе». 

## Виступи за збірну
1923 року дебютував в офіційних матчах у складі національної збірної Франції.
У складі збірної був учасником  футбольного турніру на Олімпійських іграх 1924 року в Парижі.
Загалом протягом кар'єри в національній команді, яка тривала 2 роки, провів у її формі 4 матчі, забивши один гол.
Помер 3 серпня 1970 року на 74-му році життя у місті Рубе.
| Дата       | Місто    | Господарі | Результат | Гості   | Турнір           | Голи | Примітки |
| ---------- | -------- | --------- | --------- | ------- | ---------------- | ---- | -------- |
| 25-2-1923  | Брюссель | Бельгія   | 4 – 1     | Франція | товариський матч | 1    |          |
| 13-1-1924  | Монруж   | Франція   | 2 – 0     | Бельгія | товариський матч | -    |          |
| 23-3-1924  | Женева   | Швейцарія | 3 – 0     | Франція | товариський матч | -    |          |
| 11-11-1924 | Брюссель | Бельгія   | 3 – 0     | Франція | товариський матч | -    |          |
| Усього     |          | Матчів    | 4         |         | Голів            | 1    |          |